# Première bataille de Koupiansk
Pour les articles homonymes, voir Bataille de Koupiansk.
Invasion de l'Ukraine par la Russie de 2022
Offensive de Kharkiv (septembre 2022)
Batailles
Offensive de Kiev (Jytomyr, Kiev) : 
- 1re Hostomel
- Tchernobyl
- Ivankiv
- Kiev
- 2e Hostomel
- Vassylkiv
- Boutcha
- Irpin
  - Bombardement de réfugiés
- Jytomyr
- Mochtchoun
- Makariv
- Brovary

Offensive du Nord (Tchernihiv, Soumy) :
- Hloukhiv
- Slavoutytch
- Bombardements
- Soumy
- Trostianets
- Tchernihiv
- Okhtyrka
- Lebedyn
- Konotop
- Romny
- Desna
- Escarmouches frontalières

Russie  (Briansk, Belgorod) :
- Incursions en Russie occidentale
  - Oblast de Briansk
  - Oblasts de Belgorod et de Koursk
    - Incursions de 2024

  - Bombardement de Belgorod
- Oblast de Koursk (août 2024)

Campagne de l'Est (Donetsk, Louhansk, Kharkiv)
Kharkiv :
- 1re Kharkiv
  - Tchouhouïv
  - Bombardements : en février
  - en mars
  - en avril
  - du bâtiment administratif
- Izioum
- 2e Kharkiv
  - Balaklia
  - 1re Koupiansk
  - Chevtchenkove
- 3e Kharkiv

Nord du Donbass:
- Starobilsk
- Sloviansk
  - Dovhenke
  - 1re Lyman
  - Sviatohirsk
  - Bohorodychne et Krasnopillia
  - Bombardements : Bilohorivka
  - Kramatorsk
- Sievierodonetsk
  - Kreminna
  - Donets
  - Roubijné
  - Popasna
  - Tochkivka
  - Massacre
- Lyssytchansk
- 2e Kharkiv
  - Balaklia
  - 1re Koupiansk
  - Chevtchenkove
  - 2e Lyman
- Oblast de Louhansk
  - Ligne Svatove-Kreminna
  - Serebryansky
  - 2e Koupiansk

 Centre du Donbass:
- Horlivka
- Popasna
- Svitlodarsk
- Bakhmout
  - Soledar
- Siversk
- Tchassiv Iar
- Toretsk

Sud du Donbass :
- Volnovakha
- Marioupol
  - Bombardements : de l'hôpital
  - du théâtre
  - de l'école d'art
- Pisky
- Vouhledar
  - Pavlivka
- Marïnka
- Contre-offensive de 2023
- Avdiïvka
- Novomykhaïlivka
- Pokrovsk
  - Krasnohorivka
  - Toretsk
- Bombardements :
- Makiïvka
- Donetsk

Campagne du Sud (Mykolaïv, Kherson, Zaporijjia)
- 1re Kherson
- Odessa
- Melitopol
- Mykolaïv
  - Bombardements : à fragmentation
  - du bâtiment administratif
- 1re Berdiansk
- Zaporijjia
- Tchornobaïvka
- Enerhodar
- Voznessensk
- Houliaïpole
- Davydiv Brid
- 2e Berdiansk
- Nova Kakhovka
- 2e Kherson
  - Doudtchany
- Dniepr
- Tchoulakivka
- Contre-offensive de 2023
  - Robotyne

Frappes aériennes dans l'Ouest et le Centre de l'Ukraine
- Lviv (02/2022)
- Vinnytsia (03/2022)
- Yavoriv (03/2022)
- Deliatyne (03/2022)
- Dnipro

Guerre navale
- Île des Serpents (02/2022)
- Moskva (04/2022)

Attaques en Crimée
- Novofedorivka (08/2022)
- Djankoï (08/2022)
- Pont de Crimée (10/2022)
- Base navale de Sébastopol (10/2022)
- Pont de Crimée (07/2023)
- Base navale de Sébastopol (09/2023)

Débordement
- Aéroport de Millerovo
- Sabotages en Russie
- Attaques en Transnistrie
- Sabotage des gazoducs Nord Stream
- Terrain d'entraînement militaire de Soloti
- Explosions en Pologne
- Bases aériennes de Dyagilevo et Engels-2
- Base aérienne de Minsk-Matchoulichtchi
- Crise russo-moldave de 2023
  - Accusations de tentative de coup d'État en Moldavie
- Incident de drone de 2023 en mer Noire
- Rébellion du groupe Wagner

Massacres
- Tchernihiv
- Boutcha
- Borodianka
- Olenivka
- Izioum

La première bataille de Koupiansk est un affrontement de l'invasion russe de l'Ukraine s'étant déroulée en septembre 2022, lors de la contre-offensive ukrainienne de Kharkiv.

## Contexte
Koupiansk a été occupée par les forces russes du 27 février 2022 au 10 septembre 2022. Bien que l'armée ukrainienne ait, trois jours plus tôt, détruit un pont ferroviaire afin de ralentir l'avancée des forces russes, le maire de Koupiansk, Hennadiy Matsehora (membre du parti Plateforme d'opposition – Pour la vie) rendit la ville à l'armée russe en échange d'une cessation des hostilités, car les Russes menaçaient de prendre la ville par la force. En conséquence, le lendemain, le gouvernement ukrainien a inculpé Matsehora pour trahison. Le 28 février 2022, Matsehora a été arrêté par les autorités ukrainiennes. Plus tard, Koupiansk est devenue, de facto, le siège de l'administration militaro-civile soutenue par la Russie à Kharkiv.

## Bataille

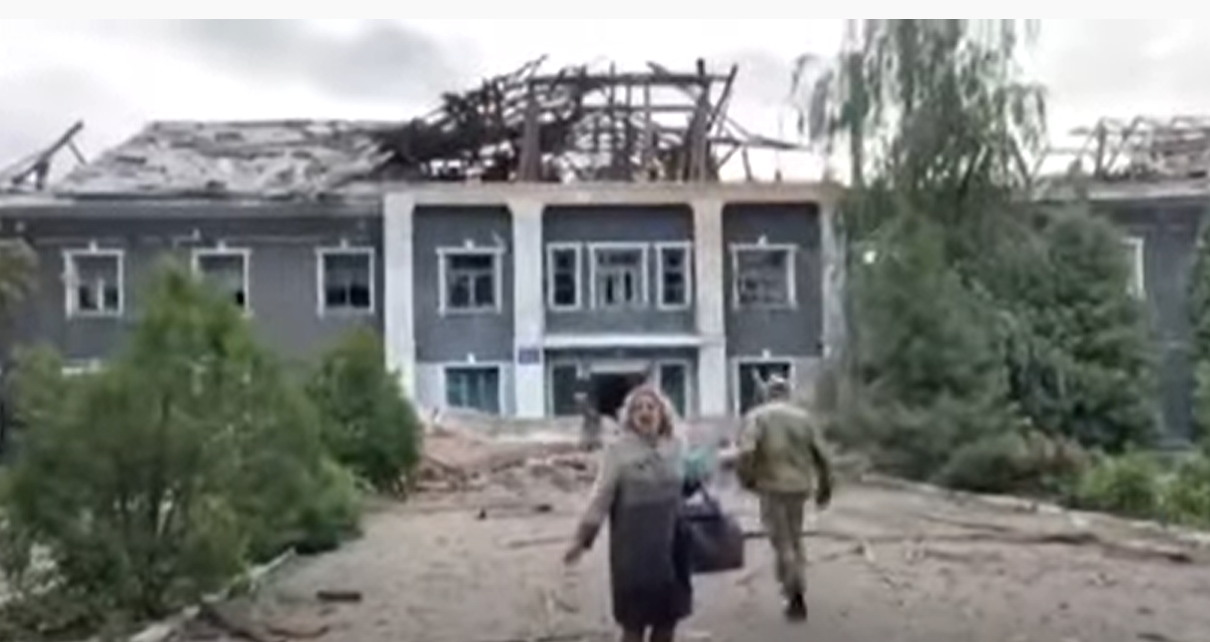
Évacuation d'un immeuble bombardé par l'armée ukrainienne à Perevalsk (occupée par les forces de la république populaire de Lougansk), ville proche des affrontements de Koupiansk.

Le 8 septembre 2022, un représentant de l'état-major général des forces armées ukrainiennes annonce que les forces ukrainiennes avaient repris plus de 20 villages dans l'oblast de Kharkiv et, dans certaines zones, pénétré les positions de défense russes jusqu'à 50 km. Le même jour, les autorités d'occupation russes affirment que "l'armée russe avait commencé à défendre la ville" et que "des renforts supplémentaires  venant de Russie étaient entrés dans la région", tout en précisant que les forces ukrainiennes se rapprochaient de la ville par l'ouest après avoir repris Chevtchenkove plus tôt dans la journée,. Le 9 septembre 2022, les forces ukrainiennes rentrent dans la périphérie de Koupiansk, déclenchant la bataille de Koupiansk. Au matin du 10 septembre 2022, les forces ukrainiennes reprennent le bâtiment du conseil municipal. Le même jour, un fonctionnaire ukrainien  confirme plus tard que les forces armées ukrainiennes avaient libéré la ville ; mais la partie russe nie les affirmations ukrainiennes et annonce publiquement qu'elle avait plutôt évacué ses forces vers la rive gauche de la rivière Oskil. Le 10 septembre 2022, les troupes ukrainiennes entrent dans la partie est de la ville. Sur le plan opérationnel, la bataille de Koupiansk est d'une importance décisive dans les deux jours suivants, car le ravitaillement des troupes russes passe par Izhy via la Gare de Koupiansk-Vouslovyï et vers Izioum (selon le politologue Aleksey Goloboutskyï). Le 12 septembre, le drapeau ukrainien est hissé sur Koupiansk; le même jour, les troupes russes quittent la ville.